# Aeródromo de Robledillo de Mohernando

i7
i11
i13
Aeródromo de Robledillo de Mohernando ist ein Flugplatz im Gemeindegebiet Robledillo de Mohernando in der Provinz Guadalajara.
Der Flugplatz liegt rund einen Kilometer nördlich von Robledillo de Mohernando. Der Aeródromo ist für die zivile Luftfahrt unter VFR-Bedingungen zugelassen. Betreiber ist der 1973 gegründete Aeroclub de Guadalajara mit eigener Flugschule.

## Geschichte
Die unbefestigte Piste neben der heutigen Hauptpiste wurde bereits 1973 genutzt. Der Aeródromo de Robledillo de Mohernando wurde jedoch am 3. Juni 1979 in Anwesenheit des damaligen Königs Juan Carlos I. und seines Sohnes, des Prinzen von Asturien Felipe de Borbón y Grecia, derzeitiger König von Spanien und des Brigadegenerals Mendizabal offiziell eröffnet. Die Brigada Paracaidista del Ejército de Tierra demonstrierte in einer Flugschau ihre Einsatzbereitschaft im Fallschirmsprung aus einer CH-47 Chinook in 1500 Metern Höhe über dem Flugplatz.
Einst verfügte den Flugplatz über eine Piste mit Nachtflugbefeuerung, die heute kaputt ist. Neben den 24 Hangars und einer Wartungshallen gibt es auch eine Tankstelle und ein Restaurant. Der Heliport am Platz wird vom Rettungshubschrauber des Servicio de Salud de Castilla-La Mancha (SESCAM) und bei Waldbränden durch Hubschrauber des Servicio Forestal genutzt. Die Towerfrequenz ist 123,325 MHz.
Rund 500 Meter entfernt, südlich des Flugplatzes, befindet sich das Drehfunkfeuer Robledillo VOR-DME 113,95 MHz, Kennung: RBO (• — •   — • • •   — — —).